# Geophon (Hörbuchverlag)

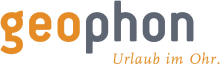
Verlagslogo von geophon

geophon - Urlaub im Ohr ist ein Berliner Hörbuchverlag, der Hörbücher zum Thema Reisen produziert.

## Verlagsgeschichte

### Gründung
Der Audioverlag geophon - Urlaub im Ohr wurde 2001 in Münster von den Journalisten Reinhard Kober und Matthias Morgenroth gegründet, die zuvor als Radiojournalisten für verschiedene Sender der ARD tätig waren.
Das Konzept des Verlags basiert auf der Form des Radiofeature: O-Töne, Klänge und Musik werden zusammen mit dem gesprochenen Text abgemischt.
Die Interviews und Klänge werden von den Autoren auf ihren Recherchereisen vor Ort aufgenommen. Zu den Gesprächspartnern gehören sowohl Bewohner der Städte und Regionen, die aus ihrem Alltag erzählen als auch Experten und Künstler, wie z. B. die Musikerin Regy Clasen (Spaziergang durch Hamburg), die Fernsehmoderatorin und Autorin Tine Wittler (Spaziergang durch Hamburg), der Sänger Sebastian Krumbiegel (Spaziergang durch Leipzig) und der Schriftsteller Michael Roes (Reise durch Ägypten).
Im Gründungsjahr wurden die ersten vier Reisehörbücher über Rom, New York, Paris und Venedig produziert. Der Frankfurter Eichborn Verlag übernahm bis 2011 den Vertrieb der geophon Reisehörbücher im deutschsprachigen Buchhandel, seitdem ist Steinbach sprechende Bücher der Vertriebspartner von geophon - Urlaub im Ohr.

### Entwicklung
Bis zum Umzug nach Berlin im Jahr 2004 entstanden über zehn verschiedene Produktionen, u. a. über Ägypten, Barcelona, Mallorca, London und Wien. Ab 2004 veröffentlichte der Verlag seine Reisehörbücher in zwei Reihen: der Reihe Urlaub im Ohr im klassischen Design und in der Sonderedition mit dem Reihentitel Spaziergang durch ... bzw. Reise durch....
Seit 2010 wurden die Reihen bei überarbeiteten Neuauflagen oder Neuveröffentlichungen in neuem Design zusammengeführt und die Booklets entsprechend bearbeitet. Zu den Neuausgaben gehören u. a. Reise durch Schottland und Reise durch Norwegen.

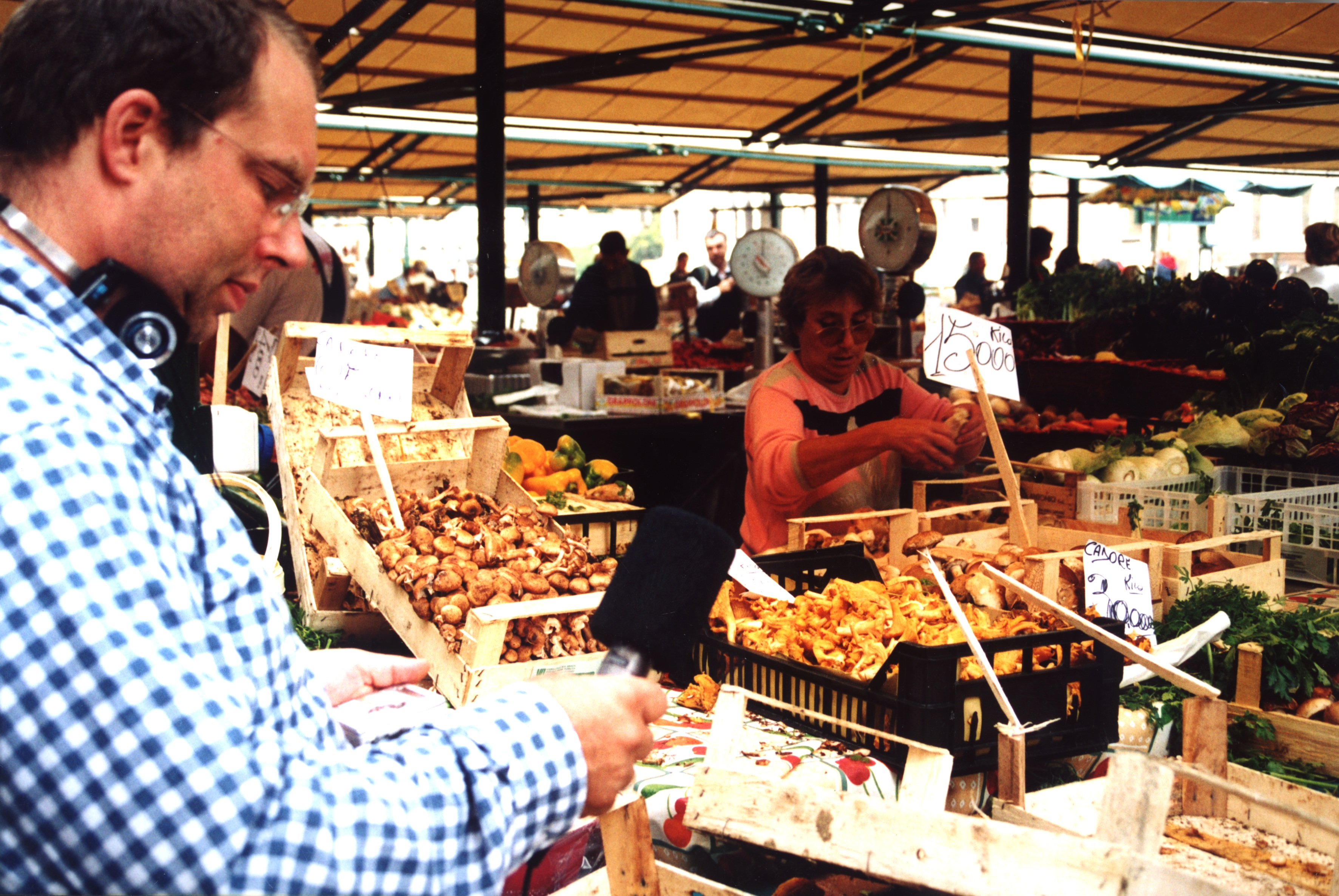
Matthias Morgenroth bei einer Aufnahme auf einem Markt in Rom

Zusammen mit dem Verlag Digital publishing brachte geophon - Urlaub im Ohr ab 2008 die Reihe Fernweh heraus, die fremdsprachige Reisehörbücher (u. a. Sprachurlaub in New York) enthält. Es handelt sich um Übersetzungen der Reisehörbücher in die jeweilige Landessprache zur Übung des Hörvestehen. Im Booklet befindet sich ein Abdruck des Textes mit Worterklärungen.

### Aktuell
Der Verlag ist neben der Entwicklung und Veröffentlichung von Reisehörbüchern auch als Produktionsgesellschaft für Audioproduktionen tätig. Zu den Produktionen gehören Bearbeitungen, Regie und Aufnahme von Hörbüchern, z. B. 1000 Tage in Venedig von Magdalena De Blasi und Die Heilerin von Canterbury von Celia L. Grace für den Verlag Eichborn Lido.
Darüber hinaus werden u. a. Podcasts, Audioguides und erlaufbare Hörspiele für die Stadterkundung konzipiert und produziert, die vor Ort Informationen über Sehenswürdigkeiten, Bauwerke oder Plätze geben. Anwendungen von geophon - Urlaub im Ohr sind u. a. auf den Plattformen pausanio, storytude und guidemate zu finden.
Alle Reisehörbücher sind auch im mp3 Format als Downloads erhältlich.

## Verlagsprogramm
Das Verlagsprogramm von geophon - Urlaub im Ohr umfasst Reisehörbücher über Städte (z. B. Hamburg, San Francisco, Rom), Regionen (u. a. die Provence, Kanadas Westen) und Länder (u. a. Kuba, Norwegen, Südafrika), die im Stile eines Reisefeatures (mit Sounds, Interviews und Musik) produziert werden. Einige Produktionen wie z. B. Spaziergang durch Paris sind bereits in der 3. Auflage erschienen.
Daneben wurden Sonderproduktionen wie z. B. Couch Surfing - Eine abenteuerliche Reise um die Welt (nach dem gleichnamigen Reisebericht von Brian Thacker, gesprochen von Oliver Rohrbeck). Mit im Programm sind auch die SWR3 Moderatoren Michael Wirbitzky und Sascha Zeus im Hörbuch Wirby und Zeus - Entlang Australiens Ostküste.
Autoren der Reisehörbücher sind neben den Verlagsgründern Reinhard Kober und Matthias Morgenroth u. a. Jürgen Deppe (Hamburg), Karla Sponar (Dresden), Jürgen Gutowski (Südafrika), Anne Schulte-Hillen (St. Petersburg), Kai Schwind (Schottland, Côte d’Azur, Provence, Norwegen) und Lilian Breuch (Eine Reise auf der Donau).
Zu den Sprechern gehören u. a. Norbert Langer, Oliver Rohrbeck, Peter Heinrich Brix, Peter Sodann und Michael Fitz.